# Meik
Meik（メイク、2000年8月17日 - ）は、日本のシンガー、ダンサー、モデル。静岡県出身。所属事務所はPOWERPLAY MUSIC。元EXPG東京校特待生。元J☆Dee'Zメンバー。

## 経歴

### 出生〜J☆Dee'Z時代
静岡県駿東郡清水町生まれ。姉の影響で5歳の頃よりダンサーとして活動。
2012年11月、ロッテとSony Musicがタッグを組み、メジャー・デビューを目指す若者たちに夢と希望を提供するプロジェクトとして開催した『LOTTE Sony Music歌のあるガムプロジェクト2012 CM・メジャー・デビューコンテストNEXT』でJ☆Dee'Zとしてグランプリを獲得。2013年春、J☆Dee'Zデビューに合わせて上京。
2014年9月24日、J☆Dee'Zとして「Beasty Girls/Let the music flow」でメジャー・デビュー。
2016年4月、レッスン中に肋軟骨を骨折したことにより活動休止。同年11月14日、方向性の相違を理由にJ☆Dee'Zを卒業。同日ソロ活動をスタートする。Twitter、Instagramもスタートさせた。
Meikの脱退後のJ☆Dee'Zは3人で活動を継続し、2019年6月にユニット名を『Jewel』に改称している。

### 2017年、ソロ活動開始
2017年3月18日、YouTubeに「Let It Spin」のデモビデオを公開。同年3月25日、初のワンマンライブ「Make my day」を渋谷スターラウンジにて開催。同ライブで、デビューアルバム『Make It Happen』を7月26日に発売し、7月29日に同名のライブを開催することを発表した。7月12日、『Make It Happen』の収録曲「LOVE〜愛はディスコ〜」のソロバージョンを各音楽配信サービスでデジタルリリース。7月21日に同曲のMVをYouTubeに公開。
7月29日、2度目のワンマンライブ「Make It Happen」を渋谷スターラウンジにて開催。同年11月11日、渋谷eggmanにて3度目のワンマンライブ「Make your smile」を開催。このライブの開催は、7月29日のライブで発表された。
12月13日、『Make It Happen』に収録されている「恋するハート・ショット」のリミックスバージョンを配信リリース。11月11日のワンマンライブで発表された。

### 2018年 - 現在
2018年5月11日、自身のラジオ番組『Meikの常磐町放送部』（K-mix）で、3ヶ月連続リリースを行うことを発表。5月23日、ブラックビスケッツのカバー曲、『Timing』を配信リリース。続く6月20日には『Feeling Good』を配信リリース。これらの2曲を含めた2ndミニアルバム『Make Cheer』を同年7月25日にリリースし、7月28日には渋谷eggmanにて4度目のワンマンライブ「Make a Noise」を開催した。10月7日、清水マリンパークで行われる「マグロック&フジソニック」に出演。10月27日から11月11日にかけて、DEAR KISSと全国4カ所を回るツアーを開催。12月21日、渋谷Club Asiaにて5度目のワンマンライブ「Make a Wonderful Day」を開催。このワンマンライブにて、2019年3月にシングルをリリースすることを発表。
2019年1月に、同年2月20日にリリースされる、前田紘利T.J.の1枚目のミニアルバム『One way』に収録される『ふたつ星』にゲストボーカルとして参加することを発表。3月20日に、『It's Time』を配信限定でリリース（c/w『ONE STEP TODAY』）。8月24日に、渋谷Club Asiaにて6度目のワンマンライブ「Make a Wish」を開催。12月7日に、渋谷vuenosにて7度目のワンマンライブ「Make you dance」を開催。
2020年8月17日に、初のオンラインライブ形態でバースデーライブ「Meik ㊗20歳!! 生誕祭配信ライブ」を開催。12月26日に、2度目のオンラインライブとなる「Make Tomorrow」を開催。
2021年7月28日に、約2年半ぶりのシングルとなる『Super Duper Love』を配信限定でリリース。8月14日に、渋谷TAKE OFF 7にて8度目にして約1年半ぶりの有観客ライブ「Meik Summer Live ~Super Duper Love~」を開催。10月22日に、新曲『Alien』を配信リリース。元ジャミロクワイのベーシスト、スチュアート・ゼンダーがソングライトに参加。TWICEやLittle Glee Monsterなどを手掛けるMayu Wakisakaと、平井堅やDoulなどを手掛けるURUとの共作曲となっている。
2022年8月3日に、『Don't U dare』を配信リリース。11月30日に、『Dance Forever』を配信リリース。

## 特徴
キッズダンサー時代からヒップホップダンサーとしての実力はトップレベルを誇り、数多くの雑誌やメディアでも取り上げられ、デビュー前からEXILEなどのMVにも出演していた。

## 出演
- Meikの常磐町放送部（K-mix）（2018年3月-2019年3月）
- ミュージックトマト（テレビ神奈川）
- 関内デビル（テレビ神奈川、2018年8月1日・12月3日）

## ライブコンサート
- Make my day（2017年3月25日渋谷：スターラウンジ）
- Make It Happen（2017年7月29日渋谷：スターラウンジ）
- Make your smile（2017年11月11日、渋谷：eggman）
- Make a Noise（2018年7月28日、渋谷：eggman）
- DEAR KISS×Meik LIVE TOUR 2018
  - 2018年10月27日、北九州・小倉：WOW
  - 2018年11月3日、梅田：Zeela
  - 2018年11月4日、栄：RAD
  - 2018年11月11日、渋谷：eggman
- Make a Wonedrful Day（2018年12月21日、渋谷：clubasia）
- Make a Wish（2019年8月24日、渋谷:clubasia）
- make you dance!!（2019年12月7日、渋谷:vuenos）
- Meik ㊗20歳!! 生誕祭配信ライブ（2020年8月17日、オンラインライブ）
- Make Tomorrow（2020年12月26日、オンラインライブ）
- Meik Summer Live〜Super Duper Love〜（2021年8月14日、渋谷:SHIBUYA TAKE OFF 7）

## ディスコグラフィ

### アルバム
1. Make It Happen（2017年7月26日）
2. Make Cheer（2018年7月25日）
3. Make U Dance（2022年12月7日）

### 配信限定シングル
1. LOVE〜愛はディスコ〜（2017年7月12日）
2. 恋するハート・ショット（2017年12月13日）
3. Timing（2018年5月23日）
4. Feeling Good（2018年6月20日）
5. It's Time（2019年3月20日）
6. Super Duper Love（2021年7月28日）
7. Alien （2021年10月22日） - テレビ神奈川「関内デビル」エンディングテーマ
8. Don't U dare（2022年8月3日）
9. Dance Forever（2022年11月30日）
10. Body to Body（2023年8月2日）
11. WOMAN（2023年11月8日）

### 参加作品
- 前田紘利TJ 「ふたつ星 feat. Meik, MASA from WAVE」（2019年2月20日）
- LAID BACK OCEAN「PATIENT CITY-色＋色 mix feat. Meik」（2021年2月3日）